# Jean-Jacques Fiquet
Pour les articles homonymes, voir Fiquet.
Jean-Jacques Fiquet, né le 2 février 1747 à Soissons, mort le 24 mai 1824, est un homme politique de la Révolution française. 

## Biographie
La France devient une monarchie constitutionnelle en application de la constitution du 3 septembre 1791. Le même mois, Jean-Jacques Fiquet, alors procureur-syndic du district de Soissons, est élu député du département de l'Aisne, le sixième sur quatorze, à l'Assemblée nationale législative.
Il siège sur les bancs de la gauche de l'Assemblée. En février 1792, il vote en faveur de la mise en accusation de Bertrand de Molleville, le ministre de la Marine. En août, il vote en faveur de la mise en accusation du marquis de La Fayette.
La monarchie prend fin à l'issue de la journée du 10 août 1792 : les bataillons de fédérés bretons et marseillais et les insurgés des faubourgs de Paris prennent le palais des Tuileries. Louis XVI est suspendu et incarcéré à la tour du Temple. 
En septembre 1792, Jean-Jacques Fiquet est réélu député de l'Aisne, le neuvième sur douze, à la Convention nationale. 
Il siège sur les bancs de la Gironde. Lors du procès de Louis XVI, il vote « la réclusion, et la déportation à la paix », et se prononce en faveur de l'appel au peuple et du sursis à l'exécution. En avril 1793, il est absent lors du scrutin sur la mise en accusation de Jean-Paul Marat. En mai, il est également absent lors du scrutin sur le rétablissement de la Commission des Douze. 
Le 10 juin, Fiquet et sept de ses collègues députés de l'Aisne signent une protestation contre les journées du 31 mai et du 2 juin qu'ils envoient aux autorités du département. La protestation est dénoncée par André Dumont (député de la Somme), mais les huit députés ne sont pas inquiétés par la suite. 
Soue le Directoire, Jean-Jacques Fiquet est élu député au Conseil des Cinq-Cents. Il est tiré au sort pour quitter le Conseil en prairial an VI (mai 1798). Il retourne à la vie privée après ce mandat. 

## Sources
- Adolphe Robert, Gaston Cougny, Dictionnaire des parlementaires français de 1789 à 1889, Paris, Bourloton, 1889, tome 3, de Feuchères à Fleury, p. 4
- Henry Martin, Paul L. Jacob, Histoire de Soissons, depuis les temps les plus reculés jusqu'à nos jours, Soissons, Arnould; Paris, Silvestre, 1837, p. 46-47